# Округ Грејди (Оклахома)
Грејди (енгл. Grady County) је округ у америчкој савезној држави Оклахома.

## Демографија
По попису из 2010. године број становника је 52.431, што је 6.915 (15,2%) становника више него 2000. године.
| Група             | 2000.          | 2010.          |
| Белци             | 39.168 (86,1%) | 43.853 (83,6%) |
| Афроамериканци    | 1.391 (3,1%)   | 1.268 (2,4%)   |
| Азијати           | 155 (0,3%)     | 196 (0,4%)     |
| Хиспаноамериканци | 1.316 (2,9%)   | 2.405 (4,6%)   |
| Укупно            | 45.516         | 52.431         |